# Pages (Software)
Pages ist eine Textverarbeitungs-Software des Unternehmens Apple für die Betriebssysteme macOS, iOS, iPadOS und visionOS. Es ist Teil des Büropakets iWork und wurde erstmals am 11. Januar 2005 im Rahmen der Macworld als Pages ’05 vorgestellt.
Es hebt sich von übrigen Textverarbeitungsanwendungen ab, da es ein Bedienungskonzept ähnlich dem von Layout-Anwendungen sowie deren Funktionen aufweist. So können auf einfache Weise Bilder und Text rahmenbasiert platziert werden. Dies ist zwar auch in einigen anderen Textverarbeitungsanwendungen möglich, etwa MS Word, allerdings war es dort stets eine nebensächliche Funktion und vergleichsweise mühsam umsetzbar.
Pages wird mit zahlreichen grafisch gestalteten Vorlagen geliefert, die auch erweitert werden können.
Pages wurde von derselben Abteilung entwickelt, die zuvor Keynote entwickelt hatte, weshalb sich diese beiden Programme ähneln. Zentrale Funktionen, an die das Programm angepasst wurde, sind eine kontextsensitive Formatierungsleiste, Änderungen verschiedener Autoren zu protokollieren, sowie ein besseres Handling bei der Verkettung von Fließtext in Textfeldern.
Am 6. Januar 2009 erschien mit Pages ’09 die vierte Version des Programms, in der abermals mehrere Verbesserungen und Ergänzungen vorgenommen wurden.
Seit dem Erscheinen des iPad 2010 gibt es auch eine Version für iOS, die ab iOS 5 auch auf dem iPhone und iPod touch lauffähig ist.
Während der WWDC 2013 stellte Apple die Beta-Versionen von „Pages, Numbers und Keynote (iWork) for iCloud“ vor. Nun kann man Pages, Numbers und Keynote kompatible Dokumente direkt im Web über eine etwas veränderte Oberfläche bearbeiten.
Auf einer Produktpräsentation am 22. Oktober 2013 stellte Apple neue Versionen von iWork für OS X und iOS vor, die primär mit neuem, modernerem Design, aber auch einigen neuen Funktionen versehen wurden, wiederum wurden viele alte Funktionen entfernt. Wer ab sofort einen neuen Mac oder ein neues iOS-Gerät kauft, kann diese Programme kostenlos herunterladen.
Auf der WWDC 2023 stellte Apple die Apple Vision Pro vor. Damit auch das Betriebssystem visionOS und damit auch Pages, Numbers und Keynote.

## Dateiformat
Standardmäßig verwendet Apple Pages ein Dateiformat mit der Endung .pages, zu dem keine andere Textverarbeitung kompatibel ist.
Ein Pages-Dokument ist in der Regel in eine ZIP-Datei eingekapselt. Entpackt handelt es sich um ein Paket, also einen Ordner, der in macOS vom Finder wie eine einzelne Datei behandelt wird. Darin enthalten sind Vorschaubilder (JPEG) wie auch die platzierten Originalbilddateien, XML-plist-Dateien mit Metadaten und Binärdateien mit den Dokumentinhalten. Bis einschließlich Version ’09 waren die Dokumentinhalte in einer zentralen strukturgebenden XML-Datei gespeichert. Auch eine Vorschau im PDF-Format war enthalten.

## Import/Export
Das Pages-Format ändert sich von Programmversion zu -version. Pages kann daher ins Format der Vorgängerversion exportieren. Der Import älterer Pages-Formate ist immer möglich.
Pages kann PDF-Dokumente exportieren (PDF 1.3, mit Transparenz), bietet dafür jedoch lediglich drei unterschiedliche Qualitätsstufen (Gut, Besser, Optimal). In Pages-Dokumente können PDF-Dokumente platziert, jedoch nicht vollständig importiert werden.
Pages kann Word-Dateien (.doc und .docx) importieren und exportieren. Allerdings funktionierte dies bis zu Pages ’07 nur bei einfach gehaltenen Texten; an komplexeren Word-Dokumenten mit genau positionierten Grafiken oder Tabellen scheiterte das Programm. Mit Pages ’08 wurde der Im- und Export von Word-Dokumenten verbessert. So werden Textrahmen richtig positioniert und bei Problemen durch genaue Meldungen beschrieben, welche Probleme es bei Im- und Export von Word-Dateien gibt.
Pages exportiert ins ePub-Format, etwa für iBooks, sowie in unformatierten „reinen“ Text (englisch plain text, UTF-8, LF).
Das OpenDocument-Format wird nicht unterstützt.